# Руанда (народ)
Руа́нда (також ньяруанда, баньяруанда) — народ групи банту у Східній Африці, основне населення держави Руанда.

## Територія проживання, чисельність, структура суспільства
Див. про це докладніше: Структура суспільств рунді і руанда; статус етносів.
Народ баньяруанда є етнічною основою населення держави Руанда, в якій з показником бл. 10 млн осіб (оцінка, кін. 1990-х) становить майже все населення країни. Також люди руанда живуть у Республіці Конго (кол. Заїр, бл. 3,0 млн осіб), Уганді (0,9 млн осіб), Бурунді (120 тис. осіб) та Танзанії (40 тис. осіб).
Таким чином, загальна чисельність народу баньяруанда — бл. 13,5 млн осіб.
Люди руанда близькі рунді, з якими в них зберігається тотожня стратифікація суспільства, багато спільних рис у матеріальній культурі і побуті.
Суспільство ньяруанда чітко структуроване на соціальні групи:
1. тутсі-скотарі (бл. 14 % від загалу населення);
2. хуту-землероби (85 %);
3. пігмеї-тва (1 %).

## Мова, релігія, дані з історії
Люди ньяруанда розмовляють однією з мов банту — кіньяруанда.
Сучасна мова кіньяруанда має писемність на основі латинки, має офіційний статус разом з англійською та французькою в Руанді; широко представлена в ЗМІ та освіті. Про поширеність і важливість кіньяруанда свідчить наявність розділу Вікіпедії цією мовою (станом на 1 серпня 2008 року 106 статей) та реалізація цією мовою новиннєвого порталу міжнародним інфохолдінгом BBC.
Переважна більшість народу ньяруанда є католиками (часто номінально), дотримуючись традиційних вірувань, з 1994 року, в тому числі під впливом суахілі поширення набуває іслам.
Ньяруанда, як і рунді на сучасних землях проживання, найімовірніше, є нащадками мігрантів з районів, прилеглих до озера Чад і верхів'я річки Ніл в сер. 2-го тис. н. е..

## Господарство і матеріальна культура

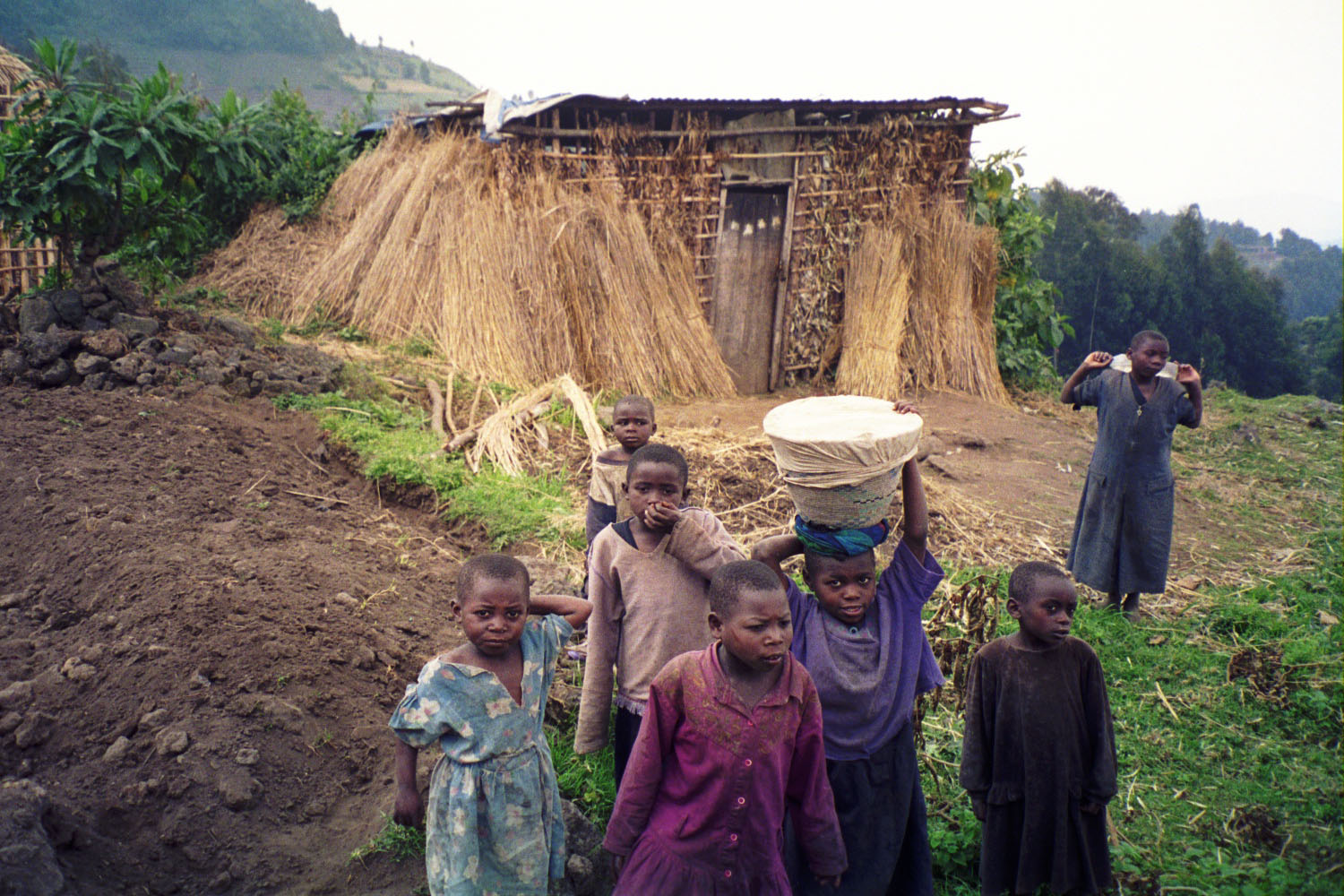
Діти руанда на тлі хатини тутсі, Руанда, 2005

Основне заняття руанда — землеробство (маніок, батат, таро, сорго; товарні культури — кава та чай), скотарство (велика і дрібна рогата худоба, власниками є переважно тутсі).
Розвинуті ремесла: плетіння, різбярство на дереві, гончарство тощо.
Зараз поширене задіяння руандійців у видобувній (видобуток поліметалічних, олов'яних, вольфрамових руд і золота, переробній (агросировина) промисловості, металургії (виплавка олова) тощо.
Матеріальна культура і побут подібні до рунді. Традиційним житлом руандійських хуту є глинобітні хатини з конічним верхом, тутсі — вуликоподібні плетені хатини, зазвичай прямокутні, тва — намети з жердин, криті травою.

## Фольклор

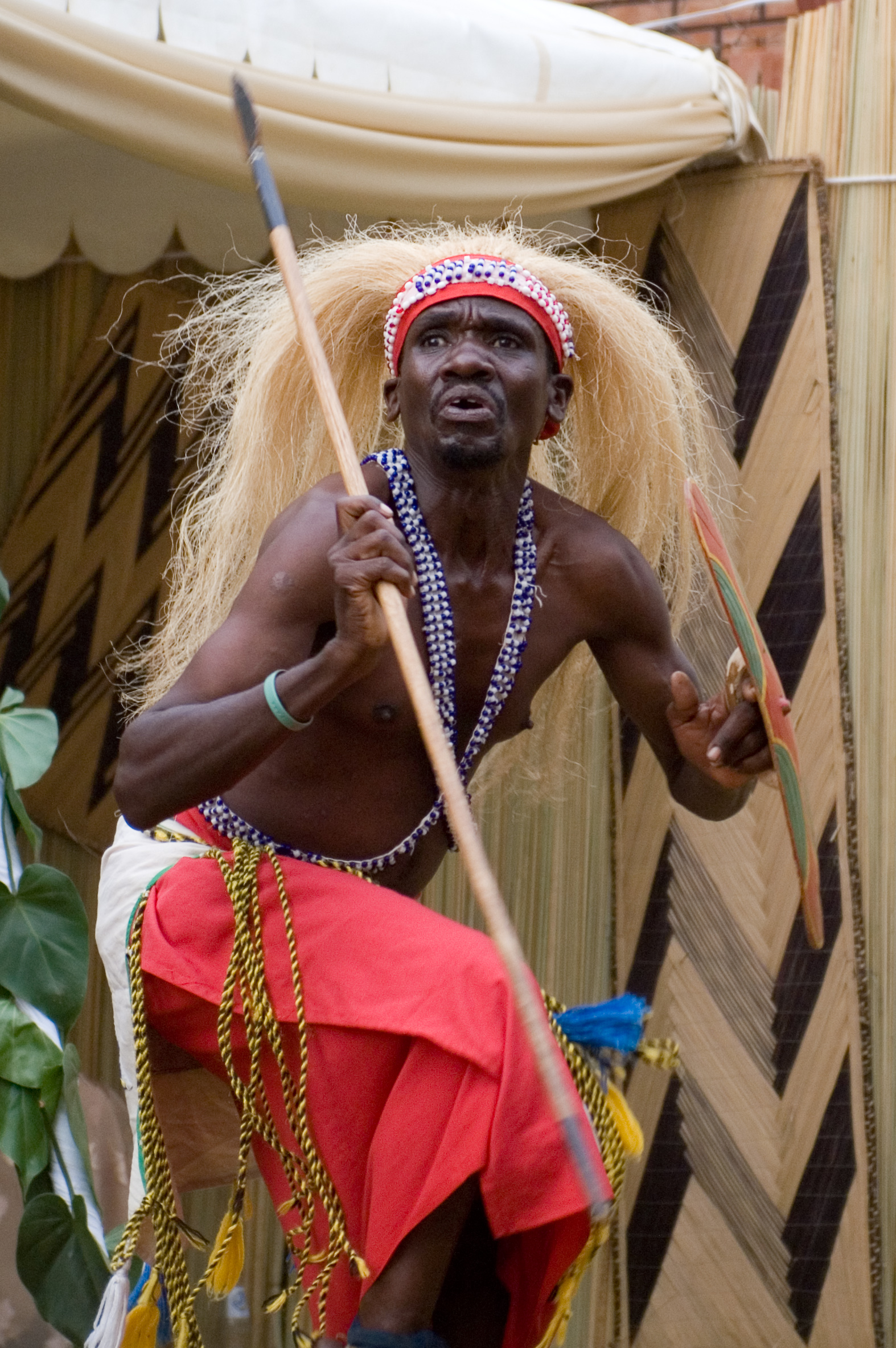
Танцюрист інторе, 2007

У руанда, як і решти народів Африканського Міжозер'я, сформувалася розвинута міфологія з пантеоном різноманітних божеств, на чолі якого стоїть солярний бог Ірува (досл. «Сонце»). Відмітною рисою казкового фольклору ньяруанда є задіяння в сюжеті богів, зокрема Іруви, нарівні з рядовими персонажами.
У руандійців розвинутий танцювальний фольклор. Найвідомішими є танці елітних загонів війська тутсі інторе, зокрема феноменальна здатність воїнів-танцюристів підстрибувати понад 2,4 м заввишки.

## Цікаві факти
- Дивовижна техніка «стрибаючого танцю» воїнів-танцюристів інторе стала широко відомою у світі в 1958 році, коли вони виступили під час проведення Всесвітньої виставки World Expo в Брюсселі (Бельгія).

## Виноски
1. ↑  Всі дані оціночні, наведені на кін. 1990-х рр.
2. ↑  Вікіпедія мовою руанда
3. ↑  Інфопортал BBC мовою кіньяруанда
4. ↑  Евсеев В. И. Руанда. М., 1974, стор. 29 (рос.)